# Виктор Наполеон Прокопе
Виктор Наполеон Прокопе (на фински: Victor Napoleon Procopé) е финландски офицер (генерал от инфантерията) на служба на Руската империя.
Роден е на 25 юли 1839 година в Миетойнен, днес част от Мюнямяки, в семейството на съдия. Негов брат е генерал Херман Оскар Прокопе. През 1857 година завършва Финландския кадетски корпус, след което служи в 1-ви лейбгренадирски екатеринославски полк в Москва (1861 – 1863) и Финландския лейбгвардейски полк в Санкт Петербург (1863 – 1877), участва в потушаването на Полското въстание. През Руско-турската война командва 101-ви пехотен пермски полк, а след това и Трети стрелкови фински лейбгвардейски батальон, като се проявява в боевете при Пловдив. До уволнението си през 1900 година заема административни длъжности – губернатор на Вазаска (1884 – 1888) и Нюландска губерния (1888), член на Сената на Финландия (1888 – 1891), помощник държавен секретар за Финландия (1891 – 1900).
Виктор Наполеон Прокопе умира на 10 септември 1906 година в Санкт Петербург.